# Treason (film fra 1918)
Treason er en amerikansk stumfilm fra 1918 af Burton L. King.

## Medvirkende
- Edna Goodrich
- Howard Hall
- Mildred Clair
- Clarence Heritage - McClintock
- Stuart Holmes - Anton Tell / Herr McGraff Von Aachen